# Валладон, Жан-Шарль
Жан-Шарль Валладон (фр. Jean-Charles Valladont; род. 20 марта 1989 года) — французский стрелок из лука, двукратный серебряный призёр Олимпийских игр.

## Карьера

### Летние Олимпийские игры 2008
На квалификации летних Олимпийских игр в Пекине с результатом 656 был посеян 35-м. В первом раунде встретился с австралийцем Майклом Нарей, который был посеян 30-м, и проиграл ему со счётом 106-108. Нарей в свою же очередь во втором раунде проиграл украинцу Виктору Рубану, который в конечном итоге выиграл золотую медаль.

### Летние Олимпийские игры 2016
На квалификации летних Олимпийских игр в Рио-де-Жанейро с результатом 680 был посеян 8-м. Начал турнир с победы над ивуарийцом Филиппа Куасси — 6:4. В 1/16 финала одолел украинца Виктора Рубана — 6:0. В 1/8 финала с таким же счётом победил таиландского стрелка Виттхая Тхамвонг. В четвертьфинале с помощью тай-брейка (6:5) одолел итальянца Мауро Несполи. В полуфинале одолел нидерландского стрелка Шефа ван ден Берга — 7:3. С таким же счётом в финале проиграл корейцу Ку Пон Чхану и закончил выступление с серебряной медалью. Для французов эта медаль стала первой с 1992 года в мужском личном первенстве на Олимпийских играх.
Также принял участие в командном первенстве, где был в одной команде с Даниэлем Лукасом и Пьером Плионом. Показав 5 результат среди 12 сборных, в 1/8 финала Франция попала на Малайзию и обыграла её со счётом 6-2. В четвертьфинале со счётом 3-5 проиграли австралийцам.